# ライオンカン
ライオンカン（LION-KAN）は、かつて香川県高松市にあった映画館である。

## 歴史
1922年（大正11年）8月1日、矢野米により開館した。同館の名称は、矢野米の夫である矢野庄太郎が経営し、成功を収めていた矢野サーカスのライオンにあやかって付けられた。このため開館初期は本物のライオンの展示も行われている。開業8年を経た1930年（昭和5年）の時点では、高松市内の映画館は当館の他、玉藻座、高松劇場、昭和館の4館が存在していた。
当初は、松竹映画専門館であったが、戦後は洋画ロードショー館として再建。入場者は1958年（昭和33年）にピークに達し、約50万人を記録したが、以後次第に減少し、シネマコンプレックス進出の影響もあり、1999年（平成11年）11月5日に閉館し、77年の歴史に幕を閉じた。
現在、「ライオンカン」の名称は、同館があった通りの愛称（ライオン通り）と、跡地に建てられた穴吹興産のマンションの名称（アルファステイツライオン館）として残っている。

### 年表
- 1922年（大正11年）8月1日 - 開館。
- 1945年（昭和20年）7月4日 - 高松空襲により全壊[5]。
- 1946年（昭和21年） - 再建。
- 1969年（昭和44年） - ボウリング場や喫茶店も入居する新館が開館。オーエスと業務提携を開始。
- 1999年（平成11年）11月5日 - 閉館。
- 2009年（平成21年）6月 - 跡地にアルファステイツライオン館が竣工[6]。